# Alloplasta brunnipes
Alloplasta brunnipes är en stekelart som först beskrevs av Johann Ludwig Christian Gravenhorst 1829.  Alloplasta brunnipes ingår i släktet Alloplasta och familjen brokparasitsteklar. Inga underarter finns listade i Catalogue of Life.